# La película del gran diario de la Argentina
La película del gran diario de la Argentina es un cortometraje sin sonido, en blanco y negro, de propaganda institucional dedicado al periódico La Nación, que produjo Cinematográfica Valle y se estrenó el 4 de enero de 1930.
El filme, que fue producido con motivo del 60.º aniversario del periódico fundado en 1870 por Bartolomé Mitre, lo presentó como «una tribuna de doctrina americana» aludiendo a su lema y declaró que «se posiciona como el primer diario de habla castellana que ofrece material informativo y promueve la vida económica nacional». Las imágenes de la película se refieren a las actividades productivas de la Argentina en general y también al proceso de elaboración del diario, la redacción, la impresión mediante rotograbado y la distribución para más de trescientos mil lectores distribuidos a lo largo del mundo.
El filme forma parte actualmente del fondo del Museo del Cine Pablo Ducrós Hicken. 